# Божевільне пограбування
«Божевільне пограбування» — кримінальний комедійний бойовик про пограбування банку замасковане під рейв-шоу.

## Сюжет
Покійний брат Бена винен ірландській міфії гроші. У нього з'являється можливість пограбувати банк та отримати гроші для розплати. Він влаштовує дискотеку, яка слугує прикриттям, але не все так легко.

## У ролях
| Актор              | Роль          |
| ------------------ | ------------- |
| Шон Вільям Скотт   | Бен           |
| Лу Даймонд Філліпс | Грегорі       |
| Террі Чен          | Джин Сан      |
| Тімм Шарп          | Ріккі Сіммс   |
| Патрік Брін        | Джефрі Джей   |
| Дейв Фоллі         | Рой           |
| Сюзі Накамура      | Бетті Шин     |
| Каван Сміт         | Майкл Фрейкс  |
| Моне Мазур         | Ванесса       |
| Тай Олссон         | Нейт          |
| Майкл Еклунд       | худий хлопець |

## Створення фільму

### Виробництво
Зйомки фільму проходили в Ванкувері, Канада.

### Знімальна група
- Кінорежисери — Дрю Дейвалт, Девід Шнайдер
- Сценарист — Дрю Дейвалт, Девід Шнайдер
- Кінопродюсер — Джон Балдеччі
- Композитори — Джон Дігвід, Нік Мур
- Кінооператор — Чак Коен
- Кіномонтаж — Г'юз Вінборн
- Художник-постановник — Кейт Браян Бернс
- Артдиректори — Шеріл Маріон
- Художник по костюмах — Аліса Крост
- Підбір акторів — Елісон Джонс[1].

## Сприйняття
Фільм отримав змішані відгуки. На сайті Rotten Tomatoes оцінка стрічки становить 20 % на основі 5 відгуків від критиків (середня оцінка 4,8/10) і 56 % від глядачів із середньою оцінкою 3,2/5 (4 454 голосів). Фільму зарахований «гнилий помідор» від кінокритиків та «розсипаний попкорн» від глядачів, Internet Movie Database — 6,4/10 (4 387 голосів).